# Голови держави Лівія
Лівія виникла як самостійна держава 1951 р. Спочатку вона була монархією на чолі з королем. З 1969 р. вона стала республікою. Період 1969—2011 рр. це фактично правління М.Каддафі, але формально з 1979 по 2011 рр. номінальним головою держави згідно з законом був Секретар Генерального Народного Конгресу Лівії. Каддафі мав посаду — «Керівник Лівійської революції». Після повалення влади Каддафі влада перейшла до повстанської Перехідної національної ради. Потім був обраний Загальний Національний Конгрес Лівії. Але 2014 р. в Лівії відбувся розкол, утворились два уряди.

## Список
Об'єднане Лівійське королівство
- Ідрис I — 1951—1969

Лівійська Арабська Республіка і Джамахірія
- Муаммар Каддафі — 1969—2011

Секретарі Генерального Народного Конгресу Лівії
- Абдул Аті аль-Обейді — 2.3.1979 — 7.1.1981
- Мугаммед аз-Зарук Раджаб — 7.1.1981 — 15.2.1984
- Міфта аль-Уста Умар — 15.2.1984 — 7.10.1990
- Абдул Раззак ас-Савса — 7.10.1990 — 18.11.1992
- Зентані Мугаммед аз-Зентані — 18.11.1992 — 3.3.2008
- Мугаммед аль-Сенусі Кайба — 3.3.2008 — 5.3.2009
- Мубарак Абдалла аль-Шамік — 5.3.2009 — 26.1.2010
- Мугаммед Абдул-Касім аль-Зваї — 26.1.2010 — 23.8.2011

Перехідна національна рада Лівійської республіки
- Мустафа Абдель Джаліль — 5.3.2011 — 9.8.2012

Голови Генерального Національного Конгресу
- Мугаммед Алі Салім — 9 — 10.8.2012 (в.о.)
- Мугаммед аль-Магаріф — 10.8.2012 — 28.5.2013
- Джума Атайка — 28.5.—25.6.2013 (в.о.)
- Нурі Абу Самайн — 25.6.2013 — 4.8.2014 (в м. Триполі — до 30.3.2016)

Голови Палати Представників
- Абу Бакр Мустафа Байраг — 4—5.8.2014 (в.о.)
- Акіма Саліг Іса — 5.8.2014 — 30.3.2016

Президентська рада
- Фаїз аль-Сарадж — 30.3.2016 — 15.03.2021
- Мухамед аль-Менфі — 15.03.2021 —